# García Sarmiento de Sotomayor

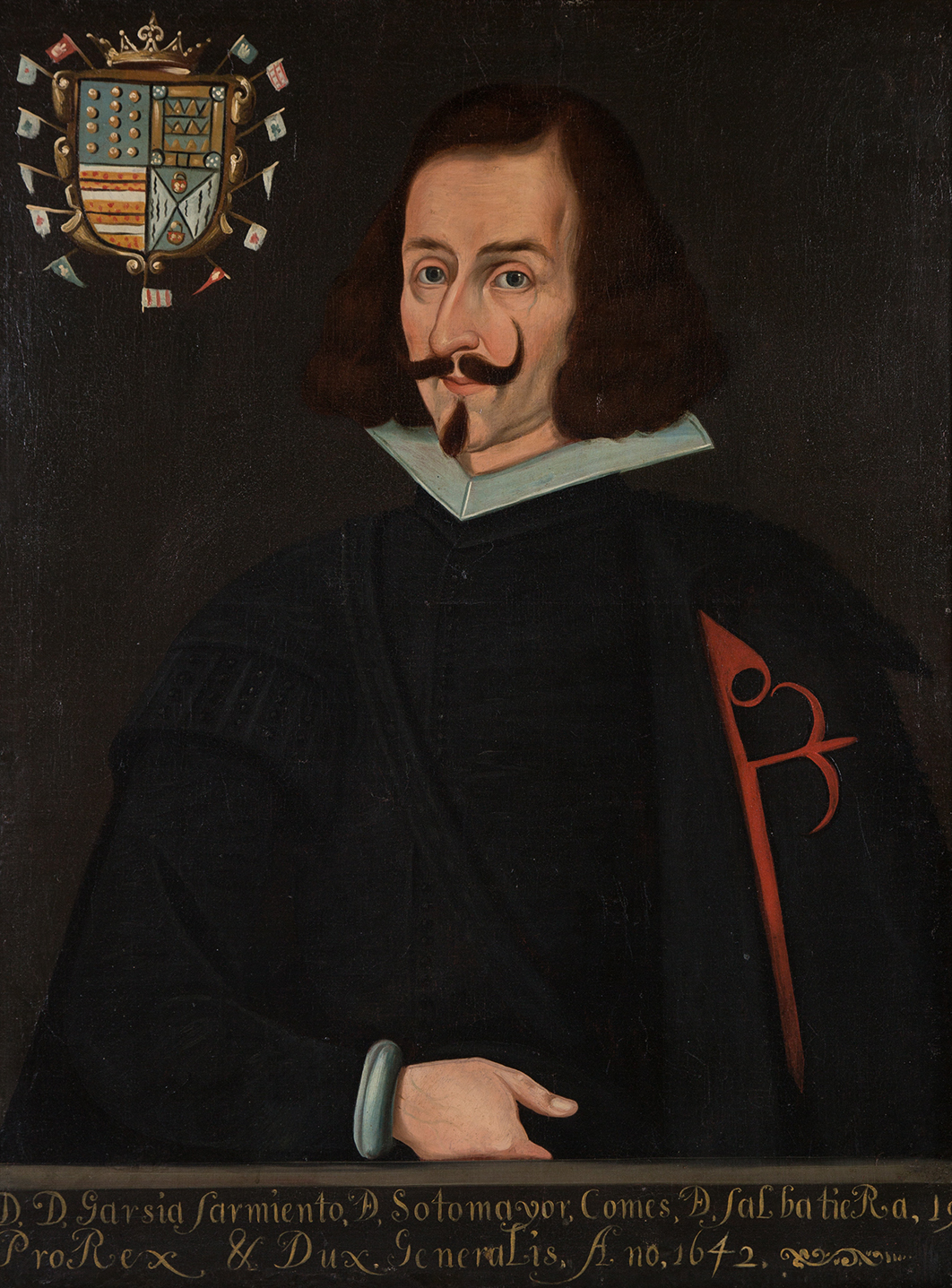
García Sarmiento Sotomayor, Graf von Salvatierra

García Sarmiento de Sotomayor y Henriquez de Luna (* um 1595 in La Cañiza, Galicien, Spanien; † 26. Juni 1659 in Lima) war ein spanischer Offizier und Kolonialverwalter, der als Vizekönig von Neuspanien und als Vizekönig von Peru amtierte. Er trug überdies die Titel Conde de Salvatierra, Marqués de Sobroso und Duque von Saviote. Sarmiento war mit Antonia de Acuña y Guzman verheiratet.

## Leben

### Herkunft und Karriere in Europa
Sarmiento entstammte einer adligen Familie; seinem Vater Diego war im Jahr 1612 der erbliche Titel eines Grafen von Salvatierra und 13 Jahre später der eines Marquis von Sobroso sowie des Herzog von Saviote verliehen worden. García Sarmiento diente zunächst am Hofe König Philipps IV.; dort übernahm er militärische Aufgaben als Hauptmann der Infanterie und der Kavallerie in der Lombardei und wurde in den Orden von Santiago aufgenommen.
Im Jahr 1631 übernahm er den Oberbefehl der galicischen Infanterie, die für den Einsatz in Flandern vorgesehen war und 1634 ernannte ihn der König zum Maestre del Campo von Sevilla und zum Befehlshaber der dortigen spanischen Marine.

### Amtszeit als Vizekönig von Neuspanien
Im Jahr 1642 fiel der damalige Vizekönig von Neuspanien, Diego López de Pacheco Cabrera y Bobadilla am spanischen Hof in Ungnade. Sein Cousin war als Johann IV. zum König von Portugal gekrönt worden, und die Spanier verdächtigten López de Pacheco, gemeinsame Sache mit den Portugiesen zu machen. Philipp IV. ersetzte ihn daher durch den als loyal bekannten Sarmiento.
Noch bevor Sarmiento in Mexiko eintraf, hatte der Bischof von Puebla, Juan de Palafox y Mendoza, Pacheco bereits entmachtet und verhaftet sowie interimsweise das Vizekönigreich geführt. Sarmiento trat sein Amt in Mexiko im November 1642 an; in seine Amtszeit fiel die große Flut des Jahres 1645.

### Amtszeit als Vizekönig von Peru
Im Jahr 1648 ernannte ihn der König zum Vizekönig von Peru. Er übernahm das Amt in Lima am 20. September 1648.
In seine Amtszeit fiel das schwere Erdbeben von 1650, das die Stadt Cuzco weitgehend zerstörte. Im Jahr 1654 musste er neue Münzen prägen lassen, nachdem Falschmünzer nachgemachte Geldmünzen mit geringem Edelmetallgehalt in Umlauf gebracht hatten.
Am 24. Februar 1655 übergab er sein Amt an seinen Nachfolger. Infolge des Krieges zwischen Spanien und England erschien die Überfahrt nach Europa zu gefährlich und so blieb Sarmiento in Lima, wo er im Jahr 1659 nach einer schweren Erkrankung starb.